# Tim Buckley

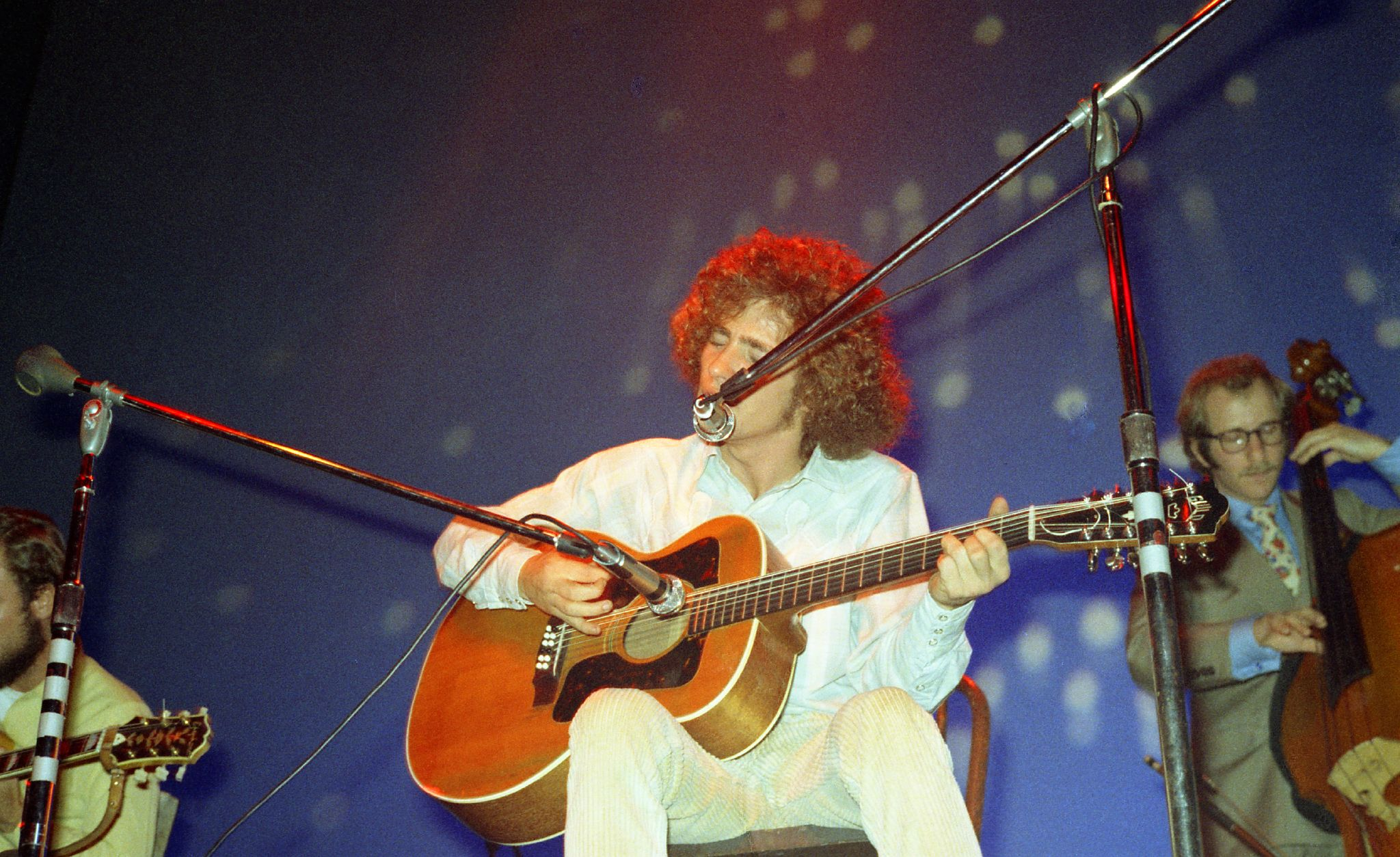
Tim Buckley (1968)

Timothy Charles Buckley III (* 14. Februar 1947 in Washington, D.C.; † 29. Juni 1975) war ein Singer-Songwriter aus den USA. Er begann als Folksänger, entwickelte jedoch seinen Gesang und seine Musik immer mehr in Richtung Jazz und Experimentalmusik. Er war der Vater des ebenfalls früh verstorbenen Jeff Buckley.

## Leben
Im Alter von fünf Jahren hatte er seine erste Begegnung mit modernem Jazz, denn seine Mutter war ein Miles-Davis-Fan. 1952 zog die Familie nach Bell Gardens in Kalifornien. Mit 13 Jahren begann er Banjo zu lernen und spielte zusammen mit seinem Freund Dan Gordon in einer Gruppe. Im Laufe der Zeit stieg er auf Gitarre um, die auch zeitlebens „sein“ Instrument blieb.
1962 trat er in die Buena Vista High School ein und versuchte, sich dort im Football als Quarterback zu profilieren. Nach einigen Verletzungen beschloss er 1964, Football bleiben zu lassen. Im selben Jahr trat er der Gruppe Princess Ramona & the Cherokee Riders bei, einer Country-Band. Bald gründete er mit seinen Freunden Larry Beckett und Jim Fielder die Bands The Bohemians und Harlequins 3 und spielte in den Clubs rund um Los Angeles.
1965 zog die Familie Buckley nach Anaheim um, seine Eltern trennen sich. Nach Abschluss der High School versuchte er sich am College, verließ es aber bereits nach zwei Wochen. Im November heiratete er seine ehemalige Mitschülerin von der High School, Mary Guibert. Er arbeitete am Tag und spielte als Musiker in diversen Clubs im Bereich des Orange County.
1966 entdeckte ihn Jimmy Carl Black, der Schlagzeuger von Frank Zappas Mothers of Invention, als Buckley in seinem Club spielte. Black stellte ihn Herb Cohen, dem Manager der „Mothers“, vor. Das darauf folgende Engagement verschaffte ihm Kontakt zu Lee Underwood (fortan auf allen Studioalben Buckleys als Gitarrist zu hören) und zum Gründer von Elektra Records, Jac Holzman. Dieser vermittelte ihm seinen ersten Plattenvertrag. Tim Buckley erschien im Dezember des Jahres.
Im selben Jahr wurde auch sein Sohn Jeffrey Scott geboren, der später als Jeff Buckley bekannt wurde. Tim war inzwischen von Mary Guibert geschieden.
1967 kehrte er zurück nach New York, wo er sich die Bühne mit den Mothers Of Invention, Nico, Jefferson Airplane und Jimi Hendrix teilte. In Los Angeles nahm er seine zweite LP Goodbye and Hello auf, die von der Plattenfirma groß herausgebracht wurde. Es kam zu mehreren Fernsehauftritten.
1968 tourte er durch Europa, wo er u. a. auch in der John Peel’s Top Gear Show auftrat. Privat beschäftigte er sich mit Jazz, was sich auch in seiner Musik niederschlug. Seine Lieder wurden komplexer, er setzte seine ausdrucksstarke Stimme vielseitiger ein. Im Dezember nahm er sein drittes Album Happy/Sad auf, das aus kommerzieller Sicht sein erfolgreichstes werden sollte.
1969 veröffentlichte er zwei weitere Alben: Blue Afternoon und Lorca. Neben zahlreichen Konzerten begann er auch mit den Aufnahmen zu seiner sechsten LP: Starsailor. Im darauf folgenden Jahr stellte er sie fertig und sie wurde von den Kritikern, vor allem von Down Beat, in den höchsten Tönen gelobt. Kommerziell war sie allerdings ein Fiasko. Sie enthielt unter anderem das Lied Song to the Siren. Seine Musik wurde nun endgültig experimentell und seine ursprünglichen Fans, die den Folksänger schätzten, wandten sich ab. Die Platte verschwand vom Markt und wurde zum teuer gehandelten Kultobjekt.
Der kommerzielle Misserfolg stürzte ihn in eine schwere Krise. Er begann zu trinken und andere Drogen zu konsumieren, gleichzeitig setzte ihm die Plattenfirma das Ultimatum „spiel Rock'n'Roll oder gar nichts“. Einige Zeit lang versuchte er sich irgendwie über Wasser zu halten, aber nach zwei Jahren gab er klein bei und nahm 1972 Greetings from L.A. auf. Auf dieser Platte ist auch Sweet Surrender enthalten.
1974 nahm er Look at the Fool auf. Schlechte Verkaufszahlen führten zur Trennung von der Plattenfirma. Er sah in diesem Jahr seinen damals achtjährigen Sohn Jeffrey zum ersten und letzten Mal.
Am 29. Juni 1975 früh um 9.42 Uhr starb Tim Buckley in der Notaufnahme des Santa Monica Hospitals. In der Nacht zuvor hatte er mit seiner Frau seinen langjährigen Freund, den Universitäts-Assistenten Richard Keeling besucht, der dem Ex-Junkie Buckley ein weißes Pulver zum Schnupfen anbot. Im Glauben, es handle sich um Kokain, so Buckleys Frau, habe Buckley eine Prise genommen. Es habe sich aber um unverschnittenes Heroin gehandelt. Auf dem Weg in die eigene Wohnung brach Tim Buckley zusammen und auch ein Notarzt konnte nicht helfen. Keeling wurde wegen fahrlässigen Totschlags (involuntary manslaughter) verurteilt.

## Diskografie
- 1966: Tim Buckley
- 1967: Goodbye and Hello
- 1969: Happy/Sad
- 1970: Blue Afternoon
- 1970: Lorca
- 1970: Starsailor
- 1972: Greetings from L.A.
- 1973: Sefronia
- 1974: Look at the Fool

posthum:
- 1990: Dream Letter – Live In London 1968
- 1991: The Peel Sessions – Recorded For The John Peel Show 1968
- 1994: Live At The Troubador 1969 – Los Angeles
- 1995: Morning Glory – Old Grey Whistle Test 1974/John Peel Show 1968
- 1995: Honeyman – Live 1973
- 1999: Once I Was – Old Grey Whistle Test 1974/John Peel Show 1968/ Kopenhagen 1968
- 2000: The Copenhagen Tapes – Kopenhagen 1968
- 2009: Live at the Folklore Center 1967
- 2001: Morning Glory: The Tim Buckley Anthology
- 2011: Tim Buckley (Stereo/Mono) mit beiliegender CD Previously Unreleased (Demos aus den Jahren 1965 und 1966)
- 2011: Starsailor : The Anthology
- 2017: Greetings from West Hollywood
- 2017: Venice Mating Call
- 2021: Bear's Sonic Journals: Merry-Go-Round at the Carousel

## Film
- Greetings from Tim Buckley bei IMDb